# اشلي (كامبريدجشير)
اشلي (بالإنجليزية: Ashley, Cambridgeshire)‏ هي قرية و أبرشية مدنية تقع في المملكة المتحدة في إنجلترا. يقدر عدد سكانها بـ 749 نسمة .